# Scaptesyle monogrammaria
Scaptesyle monogrammaria là một loài bướm đêm thuộc phân họ Arctiinae, họ Erebidae.